# (29167) 1989 WC2
1989 دابليو سي 2 (ويعرف أيضًا باسم (29167) 1989 دابليو سي 2 وفق تسمية الكوكب الصغير) (بالإنجليزية: 1989 WC2)‏ هو كويكب ضمن حزام الكويكبات؛ وترتيبه 29167 من حيث الاكتشاف.
اكتُشف هذا الجُرم الفلكي بواسطة Kin Endate ‏ في 29 نوفمبر 1989.

## وصلات خارجية
- (29167) 1989 WC2 في قاعدة بيانات مختبر الدفع النفاث لأجرام النظام الشمسي الصغيرة

- الاكتشاف · مخطط المدار ·  العناصر المدارية · المعلمات المادية

- (29167) 1989 WC2 على موقع ويكي سكاي: DSS2, SDSS, GALEX, IRAS, Hydrogen α, X-Ray, Astrophoto, Sky Map, Articles and images